# Milice française dans l'Ain
Milice française dans l'Ain présente et analyse les différentes actions de la Milice française sur le territoire du département de l'Ain au cours de la Seconde Guerre mondiale. Son histoire peut s'envisager selon trois phases : 1943, 1944 et la Libération.

## Prémices et année 1943
Dès 1938, le Parti populaire français organise quelques réunions dans l'Ain parfois en présence de Jacques Doriot. Le 27 mars 1942, un meeting de Jacques Doriot est prévu au Théâtre de Bourg-en-Bresse qui aurait pu mobiliser de 1 500 à 2 000 personnes. Il est finalement annulé par le préfet et toutes les manifestations politiques sont interdites durant la période.
Néanmoins le PPF parvient à se structurer (le parti a un bureau départemental rue des Bons-Enfants à Bourg-en-Bresse dès 1942) et recrute activement. « il [le PPF] se veut un mouvement militant et déjà anti-maquis ». Le PPF va s'étioler à la suite de la création de la Légion française des combattants, du service d'ordre légionnaire et — dans un second temps — de la Milice française, voyant ses adhérents s'orienter vers ses différents mouvements.
Dans l'Ain, le service d'ordre légionnaire est véritablement le précédent historique de la Milice. Fin 1942, le SOL compte environ 200 partisans dans le département et possède des antennes dans une dizaine de villes de l'Ain. Le 1er mars 1943, le SOL devient la Milice, transformation célébrée le 28 février 1943 dans l'Ain, au cours d'une cérémonie à Bourg-en-Bresse, réunissant une centaine de néo-miliciens dirigés par Fenet et Simide. LE 12 mars 1943, 25 autorisations de port d'armes sont données par le ministère de l'intérieur à la Milice de l'Ain. Le 31 mars 1943 et selon Fenet, la Milice de l'Ain se compose de : 23 cadres, 212 franc gardes et 7 femmes soient 242 miliciens dont 192 ex-SOL.